# Henriëtte Heineken-Daum
Henrietta Wilhelmina (Jet) Heineken-Daum (Batavia, 16 juli 1861 – overleden na 1934) was een Nederlandse feminist en kiesrechtstrijdster ten tijde van de eerste feministische golf. Ze was betrokken bij het derde congres van de Wereldbond voor Vrouwenkiesrecht te Amsterdam en was hoofd van de afdeling Hilversum van de Vereeniging voor Vrouwenkiesrecht.

## Levensloop
Henrietta Wilhelmina Daum werd geboren op 16 juli 1861 in Batavia, Nederlands-Indië. Ze was dochter van George Christiaan Daum, voorzitter van de Raad van Beheer der Nederlandsch Indische Spoorwegmaatschappij en Catarina Francina Wolbeehm. In 1886 trouwde zij te Den Haag met Wijnand Heineken, advocaat en gemeenteraadslid te Amsterdam. Hun dochter Adrienne Gilliana (1886-1960) verwierf later als schrijfster onder de naam Adrienne Lautère enige bekendheid in Frankrijk.

## Het vrouwenkiesrecht
Heineken-Daum was in ieder geval vanaf 1897 bij de Vereeniging voor Vrouwenkiesrecht (VvVK) betrokken. Het daaropvolgende jaar droeg zij als penningmeester van de Commissie van Voorbereiding en als secretaresse van de afdeling Muziek bij aan de organisatie van de  Nationale Tentoonstelling van Vrouwenarbeid. Heineken-Daum was medeoprichter en voorzitter van de afdeling Hilversum van de VvVK. Tijdens het derde congres van de Wereldbond voor Vrouwenkiesrecht te Amsterdam in 1908 nam ze deel aan commissies en hield ze een lezing, geschreven door Marie Maugeret, genaamd "Vrouwenkiesrecht van christelijk standpunt". Zelf publiceerde Heineken-Daum een beschouwend stuk over "Het vrouwenkiesrecht in 1913" waarin ze, ten tijde van het eeuwfeest van de Nederlandse bevrijding van Franse bezetting, de voortdurende onvrijheid van de vrouw aankaartte. In het stuk tracht ze hardnekkige argumenten tegen het vrouwenkiesrecht te ontkrachten, positieve gevolgen aan te kaarten en de kiesrechtstrijd in internationale context te plaatsen. In tegenstelling tot veel tijdgenoten, waaronder de feministische Bond voor Vrouwenkiesrecht, stond Heineken-Daum enigszins open voor de mogelijkheid dat de militante acties van de Engelse suffragettes positieve gevolgen konden hebben.

## Publicaties
- Heineken-Daum, H. Het vrouwenkiesrecht in 1913. Baarn, Hollandia, 1913.